# Orexana ultima
Orexana ultima is een slakkensoort uit de familie van de Geomitridae. De wetenschappelijke naam van de soort werd, als Leucochroa ultima, voor het eerst geldig gepubliceerd in 1872 door Albert Mousson. De soort is endemisch op het eiland Fuerteventura (Canarische Eilanden).

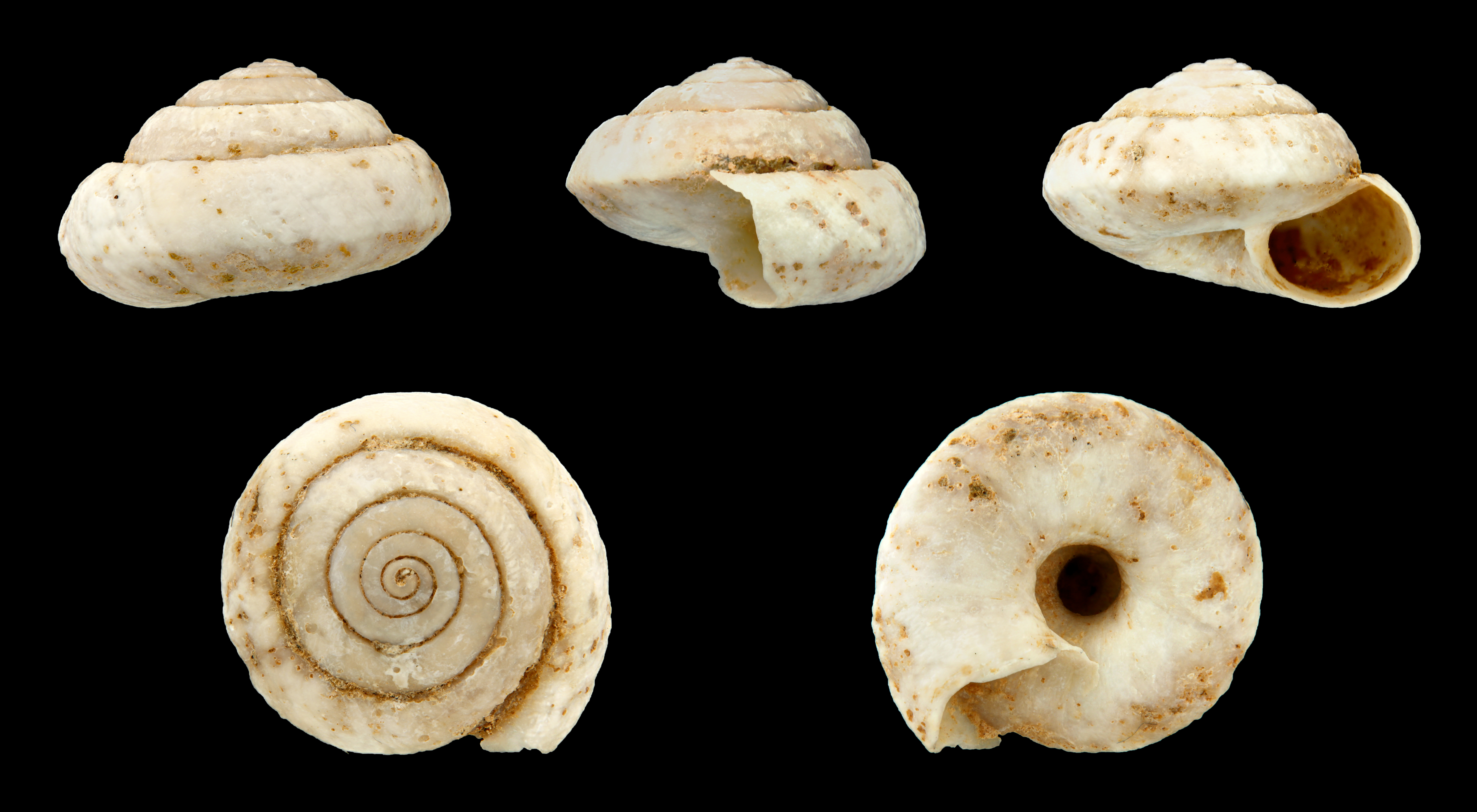
Fossiel